# Podișul Praga

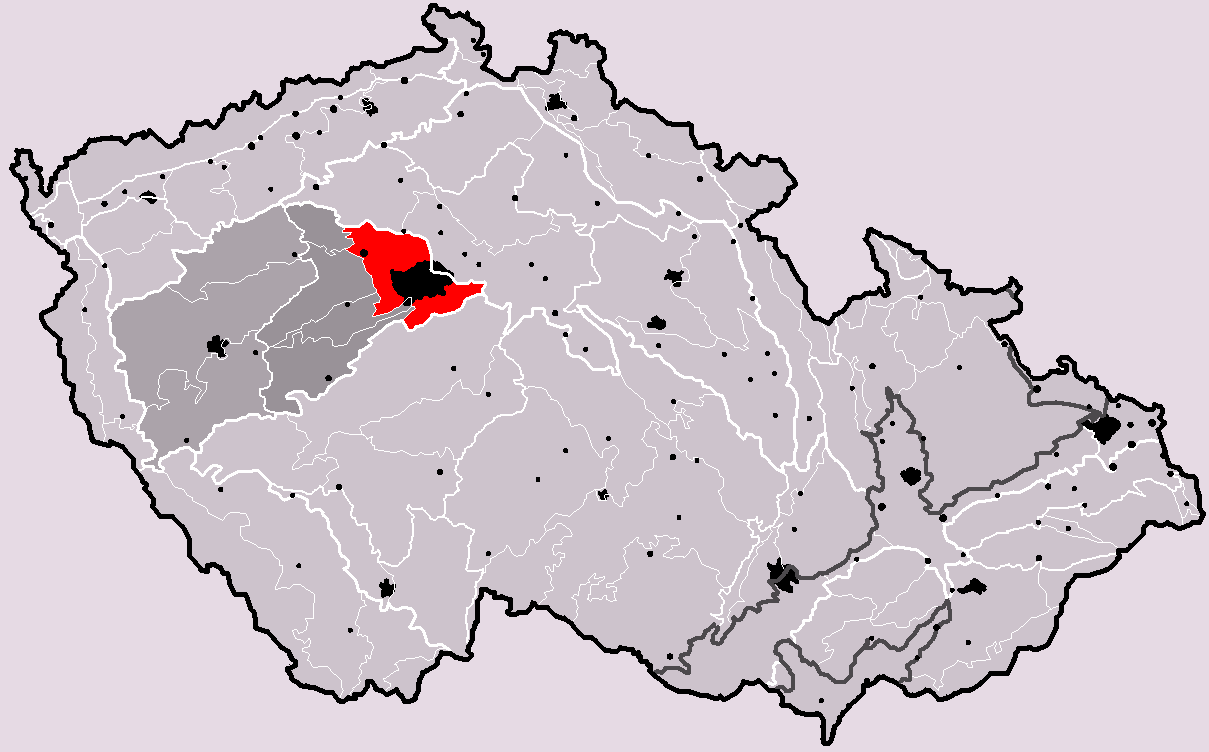
Platoul Praga pe harta Republicii Cehe

Platoul Praga (în cehă Pražská plošina) este un podiș și o mezoregiune⁠(d) geomorfologică a Cehiei. Se află în zona orașului Praga și în regiunea Boemia Centrală.

## Geomorfologie
Podișul Praga este o mezoregiune a macroregiunii Brdy din Masivul Boemiei. Este un podiș de denudație cu suprafețe aliniate neogen. Inselbergurile și crestele structurale sunt un element caracteristic al reliefului. Podișul Praga este subdivizat în microregiunile Podișul Říčany și Podișul Kladno.
Zona este bogată în vârfuri joase. Cele mai înalte vârfuri sunt Na Rovinách, la 435 metri (1.427 ft) deasupra nivelului mării, Vinařická hora la 413 metri (1.355 ft) și Hradinovský kopec la 410 metri (1.350 ft) . Alte vârfuri notabile sunt Teleček, care are 399 metri (1.309 ft) cel mai înalt punct din Praga, sau Slánská hora cu 330 metri (1.080 ft), care este o caracteristică peisagistică semnificativă.

## Geografie
Teritoriul se întinde aproximativ de la nord-vest (Slaný) până la sud-est (Říčany). Podișul are o suprafață de 1.128 kilometri pătrați (436 mi2) și o altitudine medie de 302,5 metri (992 ft).
Podișul este traversat de valea râului Vltava, care formează așa-numita Valea Praga. Printre alte cursuri de apă se numără afluenții mici ai râului Vltava, dintre care cei mai lungi sunt pârâul Rokytka și pârâul Botič.
Cea mai mare parte a orașului Praga, care dă numele mezoregiunii, se află pe teritoriul Podișului Praga. Alte așezări mari din teritoriu sunt Kladno, Slaný⁠(d), Jesenice, Hostivice și Úvaly⁠(d), și parțial Kralupy nad Vltavou⁠(d) și Říčany.

## Vegetație
Peisajul este în prezent puternic urbanizat, iar zonele rurale sunt slab împădurite și au un caracter predominant agricol. Singura zonă mai împădurită se află în sud-estul podișului, în Aria Protejată Peisagistică Carstul Boem (în cehă Chráněná krajinná oblast Český kras). A fost declarată în 1972 pe o suprafață de 128 km² pentru a proteja cea mai valoroasă parte a bazinului Barrandien (numită după Joachim Barrande⁠(d)). Zona găzduiește o floră și o faună termofile valoroase, existând, de asemenea, un număr mare de profile geologice valoroase și situri fosile de renume mondial. Comunitățile forestiere de stejari cu un strat ierbos foarte bogat dezvoltat și-au păstrat adesea caracterul natural. În zonele cele mai valoroase au fost declarate arii special protejate la scară mică, dintre care cea mai mare ca suprafață este Rezervația Naturală Națională Karlštejn (1.546 ha) - declarată la 26 aprilie 1955.

## Galerie

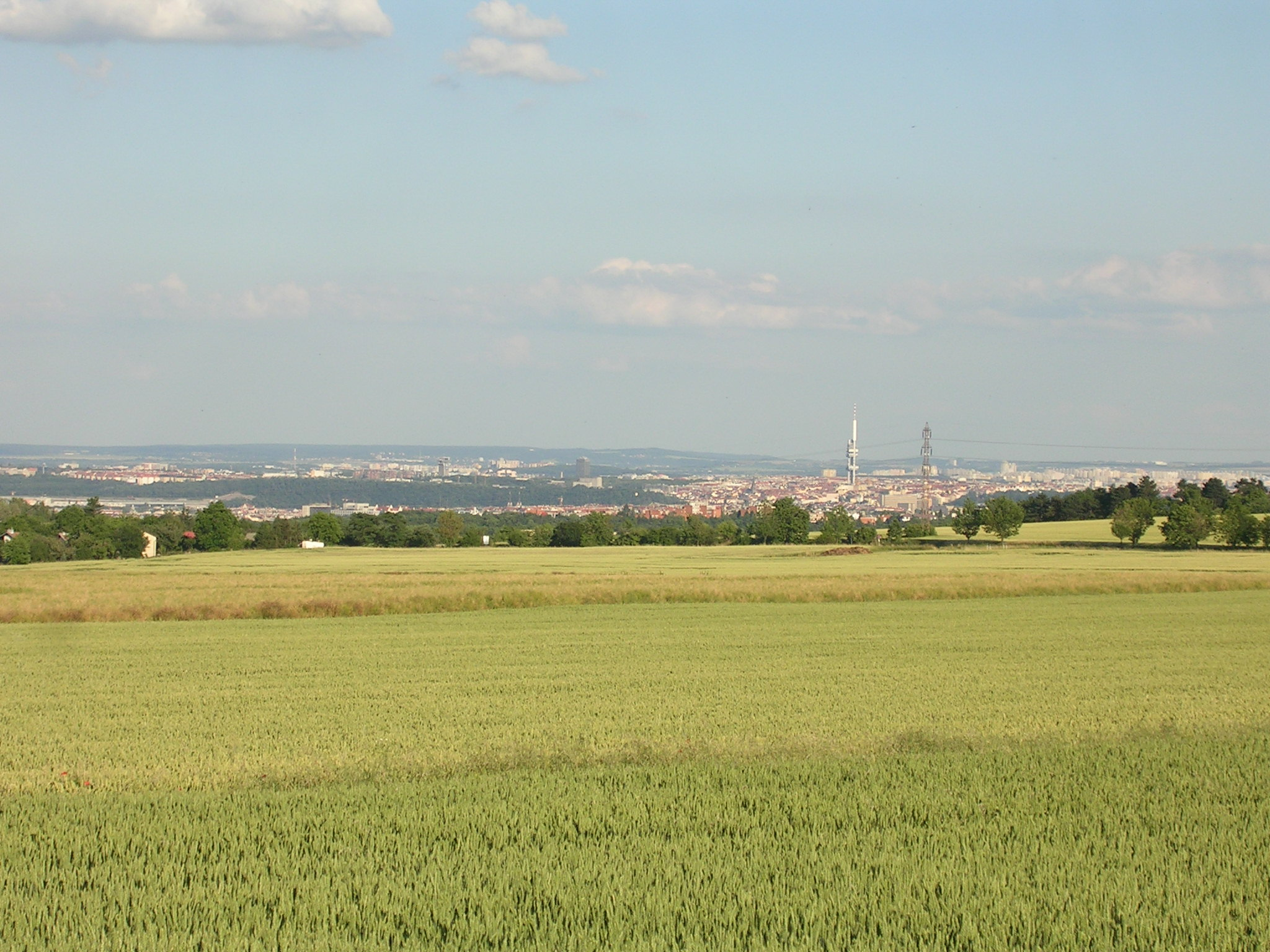
Vedere a Pragăi dinspre nord-vest
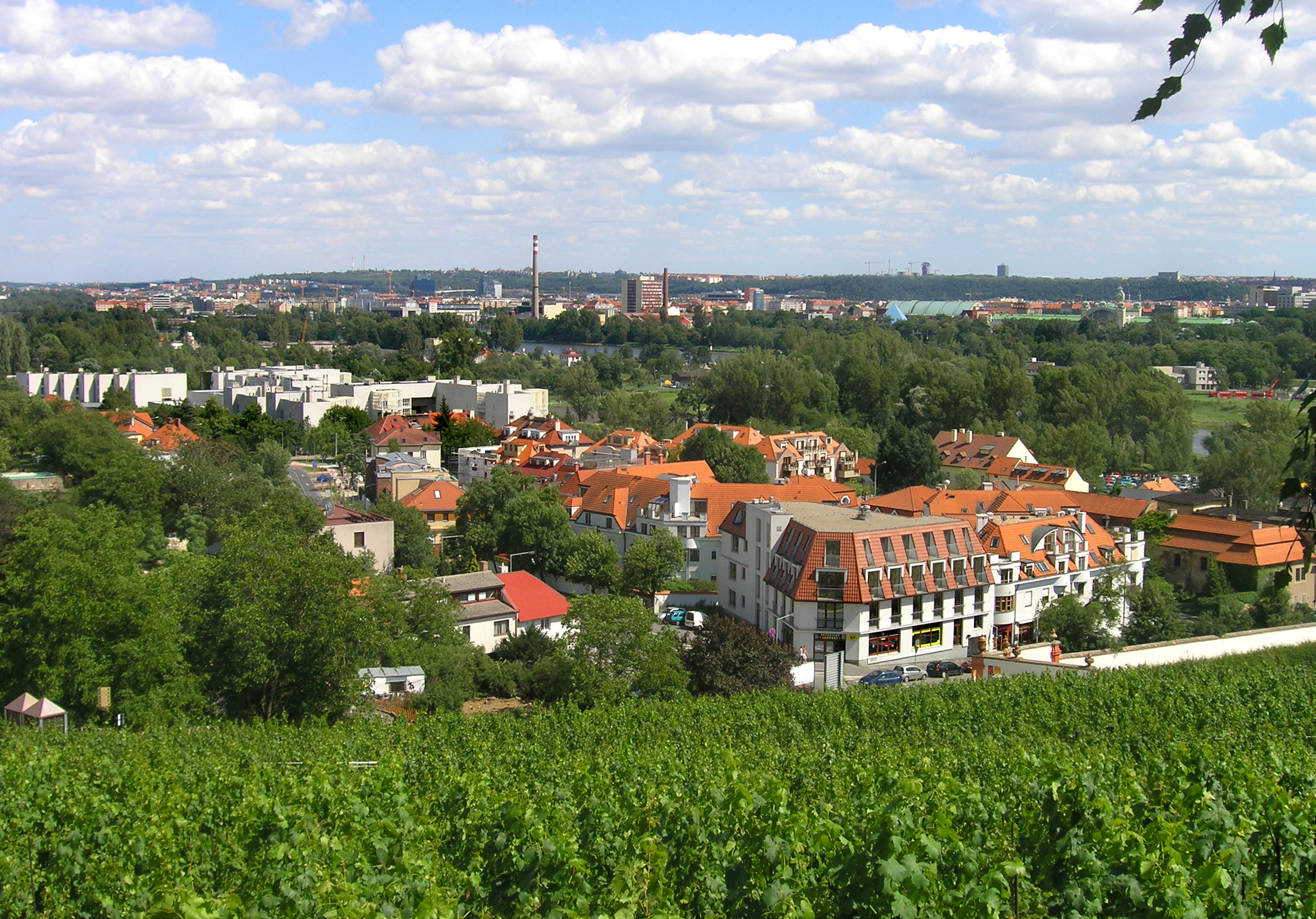
Vedere spre Valea Praga
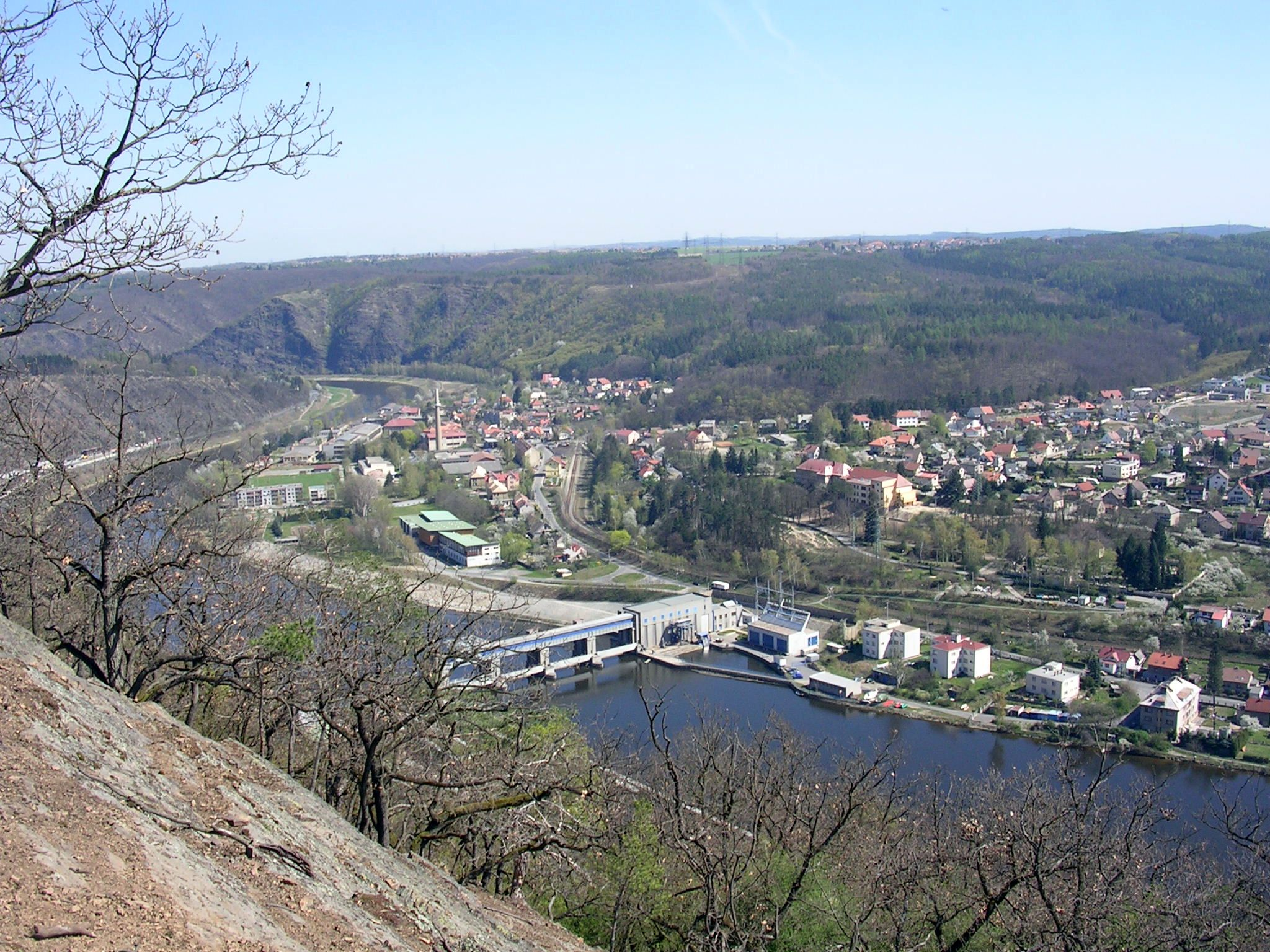
Vrané nad Vltavou⁠(d) în valea râului Vltava
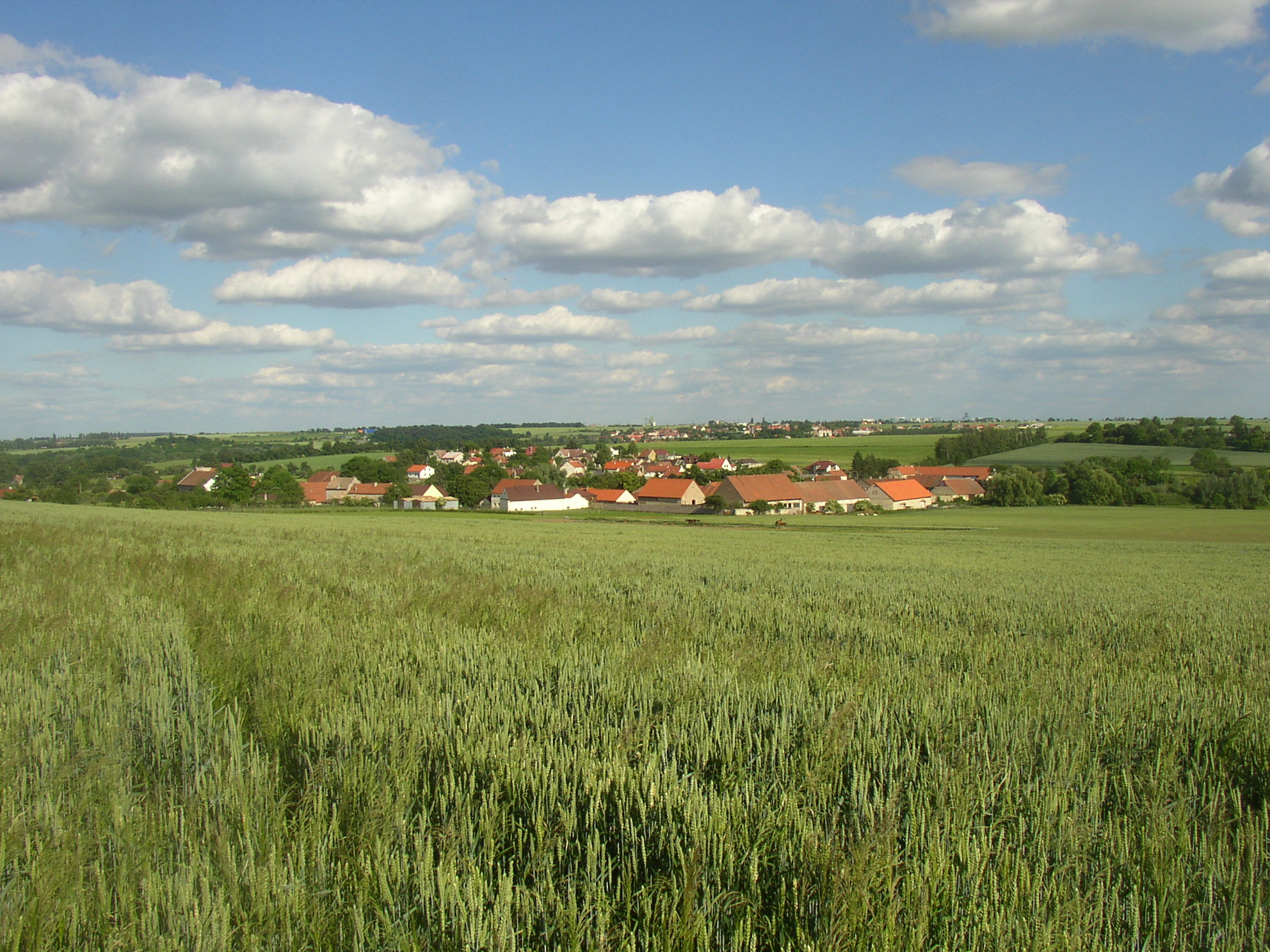
Peisaj agricol lângă Makotřasy⁠(d)
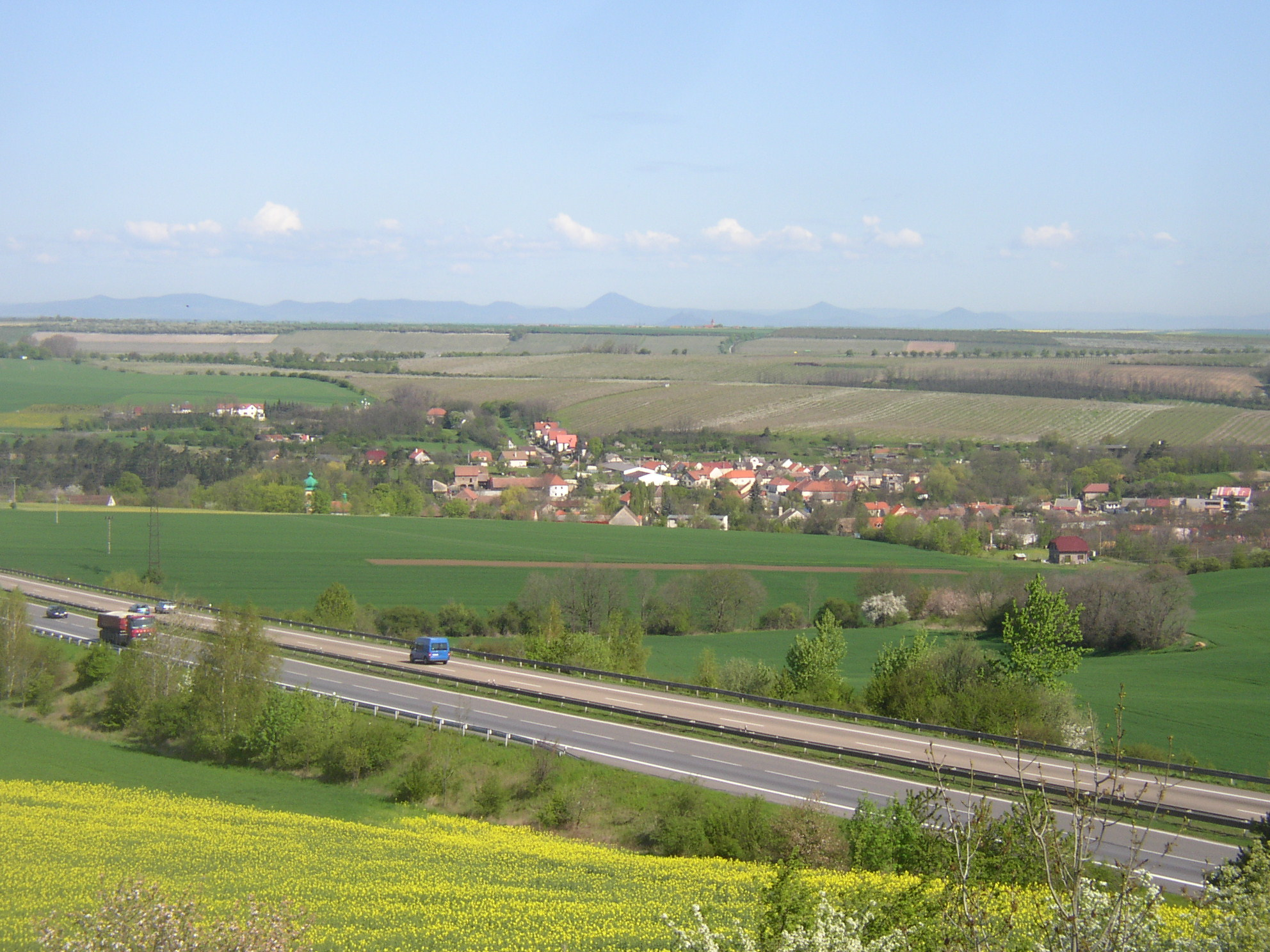
Knovíz⁠(d)